# Памятник Екатерине II (Ирбит)

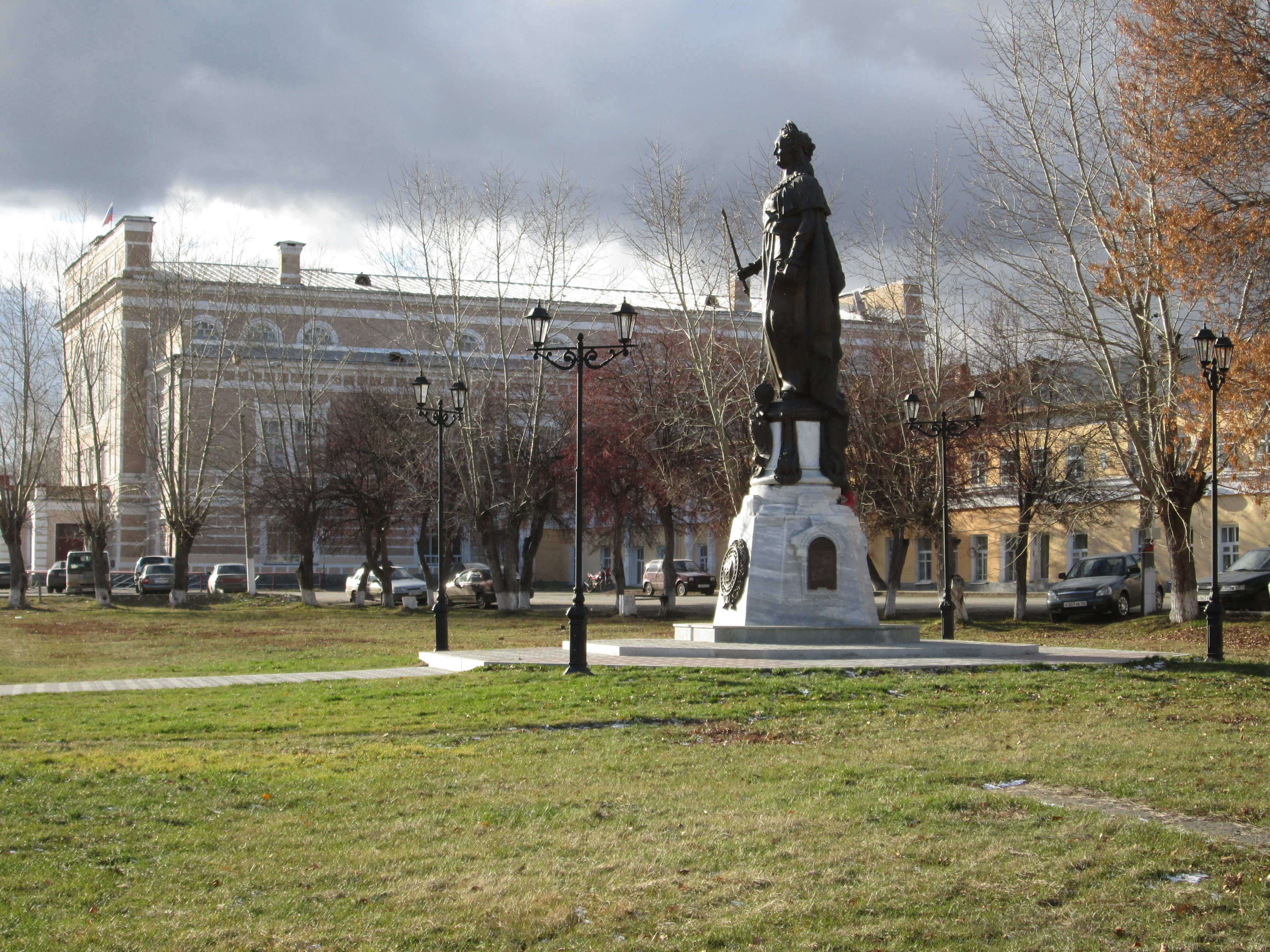
Современный вид статуи

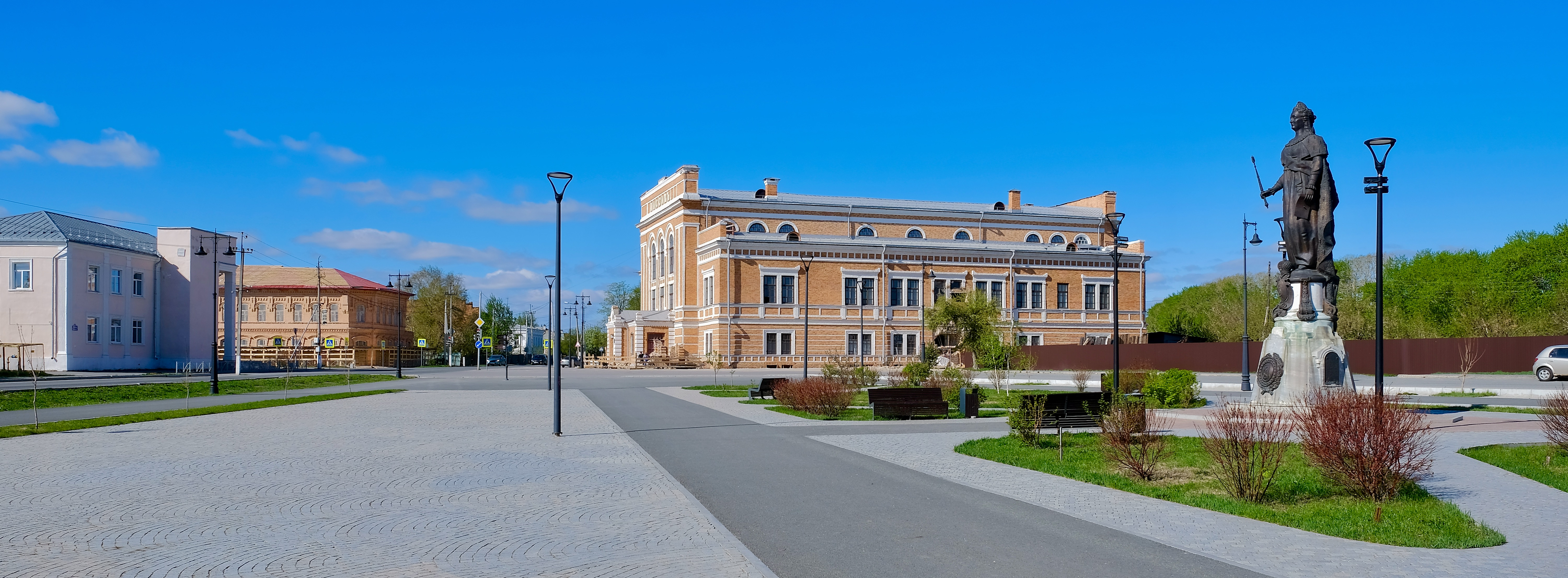
Вид на площадь и здание Пассажа после реконструкции

Памятник Екатерине II — статуя императрицы Екатерине II в городе Ирбите, расположенная на площади Ленина. Скульптор В. С. Соколова, архитектор А. Новиков.
В 1874 году, в связи с приближением столетнего юбилея указа Екатерины II, в котором императрица «с особливым удовольствием повелела Ирбитскую слободу учредить городом, на основании прочих российских городов», ирбитчане решили увековечить память императрицы.
Городская дума и уездное земство обратились за денежным содействием к населению города и уезда. Необходимая сумма была собрана, и на следующий год был заключен контракт на 30 тысяч рублей с известным художником-монументалистом Михаилом Осиповичем Микешиным. Автор замечательных памятников: «Тысячелетие России» в Новгороде, Екатерине II в Санкт-Петербурге, Богдану Хмельницкому в Киеве — подготовил и для Ирбита памятник Екатерине II.
13 (25) февраля 1883 года при большом стечении народа, в присутствии пермского губернатора и екатеринбургского епископа, памятник, установленный посреди Торговой площади, был торжественно открыт. Площадь была переименована из Торговой в Екатерининскую. Бронзовая императрица в левой руке держала грамоту, где было выбито знаменательное для города число «3 февраля 1775 года». Пьедестал памятника был заказан по рисунку М. О. Микешина и сделан в Екатеринбурге, а статуя отлита в Санкт-Петербурге. На лицевой стороне постамента размещался бронзовый герб Ирбита, составленный в 1776 году. По бокам памятника приводились извлечения из указа Екатерины II, среди которых: «Село Ирбит за непоколебимую верность оного жителей во время прошедших замешательств по причине бывшего злодея самозванца Пугачёва, учредить городом, с великими тем жителям преимуществами и выгодами…».
Роковым для монумента стало 18 апреля (1 мая) 1917 года, когда в Ирбите праздновали День Свободы. Утром следующего дня жители города обнаружили статую Екатерины II лежащей у подножия пьедестала. Вандалов, сделавших это, так и не обнаружили (Позже в 1937 году на постаменте был установлен памятник В. Ленину, стоявший там до 1964 года).
В 2002 году историко-аналитическая группа провела изыскания в архивах Свердловской области и Санкт-Петербурга, где были найдены рабочие материалы и фотографии статуи. Новый монумент, отлитый из бронзы, является точной копией дореволюционного памятника. В 2004 году ООО «Тагильское литье» произвело отливку статуи, а Художественный фонд города Екатеринбурга отреставрировал мраморный постамент, сохранившийся от первой статуи.
В течение более 10 лет (с 2002 года) администрация Ирбита не могла определить место установки памятника императрице. В связи с этим с самого момента изготовления статуя много лет находилась у подрядчика — Екатеринбургского художественного фонда. Открытие памятника состоялось в год 400-летия дома Романовых, 23 августа 2013 года на главной площади города и было приурочено к открытию ХI межрегиональной выставки-ярмарки.